# Зденко Шкрабало
Зденко Шкрабало (хорв. Zdenko Škrabalo; 12 листопада 1920 — 12 січня 2014) — хорватський лікар, академік, дипломат, міністр закордонних справ Хорватії у 1992—1993 роках.

## Біографія
Закінчивши в рідному Сомборі початкову школу і гімназію, вступив на медичний факультет Загребського університету, який закінчив 1953 року за напрямом «внутрішні хвороби». Одержавши диплом, співпрацював із доктором Гауптманом над створенням кафедри внутрішніх хвороб медичного факультету в загребській лікарні ім. Озрена Новосела, в якій був завідувачем відділу і керівником Центру діабету ім. Вука Врховаца. На медичному факультеті Загребського університету здобув докторський ступінь, захистивши дисертацію на тему порушень роботи ендокринних залоз. Кількаразово підвищував кваліфікацію у різних містах Німеччини, заснував першу німецьку лабораторію цитопатології ендокринних залоз. Також проходив стажування у медичних навчальних закладах в Лондоні, Левені, Бостоні і Торонто. 1976 року став ординарним професором медичного факультету Загребського університету та був запрошеним лектором в університетах Дакки, Бостона, Гамбурга, Франкфурта і Валлетти.
Шкрабало також працював у Всесвітній організації охорони здоров'я консультантом у різних органах, що мають відношення до лікування діабету. Прославився як перший дослідник, який описав паразитарне захворювання піроплазмоз в організмі людини, а його пізніші дослідження стосувалися патології щитоподібної залози, андрології і діабету. Написав понад 250 наукових статей, був членом численних хорватських, зарубіжних (США, Німеччина, Велика Британія, Угорщина, Колумбія, Перу, Китай) та міжнародних асоціацій лікарів. Був також членом Хорватської академії наук і мистецтв з 1992 року.
Шкрабало почав займатися політикою з 1990 року, сприяючи політичним чи то дипломатичним шляхом здобуттю Хорватією самостійності, а з 1991 по 1992 рік був радником Президента Хорватії Франьо Туджмана у взаєминах зі спеціалізованими установами ООН. У 1992—1993 роках обіймав посаду міністра закордонних справ, а після цього працював послом Хорватії в Швейцарії і Ліхтенштейні (1993—1995). У 1995 році йому було присвоєно почесне звання «почесний професор Загребського університету», а з 1996 по 2000 рік він був послом в Угорщині. 2000 року Шкрабало вийшов на пенсію.
Його молодший брат Іво Шкрабало також брав активну участь у хорватському політичному житті, але у складі Хорватської соціал-ліберальної партії.
Зденко помер у Загребі 12 січня 2014 року.

## Праці
- Citološka i citokemijska ispitivanja štitnjače = Cytological and cytochemical studies of the thyroid, 1972
- З Мате Граничем та ін.: Racionalna dijagnostika i terapija šećerne bolesti (Раціональна діагностика та лікування цукрового діабету), 1987
- Як видавець: Prilozi za povijest dijabetologije i endokrinologije u Hrvatskoj (Причинки до історії діабетології і ендокринології в Хорватії), 1999, ISBN 9531671206